# Lee Roy Jordan
Lee Roy Jordan é um ex-jogador profissional de futebol americano estadunidense.

## Carreira
Lee Roy Jordan foi campeão da temporada de 1971 da National Football League jogando pelo Dallas Cowboys.